# 掛下知行
掛下 知行（かけした ともゆき、1952年 - ）は、日本の材料科学者。大阪大学名誉教授。福井工業大学学長。元日本金属学会会長。元八大学工学系連合会会長。日本金属学会賞受賞。

## 人物・経歴
北海道生まれ。1971年北海道札幌北高等学校卒業。1976年北海道大学理学部物理学科卒業。1978年北海道大学大学院理学研究科物理学専攻修士課程修了。1979年大阪大学大学院基礎工学研究科物理系専攻博士後期課程中退、大阪大学産業科学研究所文部教官教育職。1983年大阪大学産業科学研究所助手。1987年理学博士。1993年大阪大学大学院工学研究科助教授。2000年大阪大学大学院工学研究科教授。2013年日本金属学会会長。2014年八大学工学系連合会会長。2018年大阪大学名誉教授、福井工業大学学長。

## 受賞
- 日本金属学会論文賞 1985[5]
- 日本金属学会論文賞 1994[5]
- 日本金属学会功績賞 1997[5]
- 日本金属学会論文賞 2004[5]
- 日本金属学会谷川・ハリス賞 2010[5]
- 日本金属学会学術功労賞 2011[5]
- 日本金属学会賞 2018[4]